# Akeno (Yamanashi)
Pour les articles homonymes, voir Akeno.
Akeno (明野村, Akeno-mura) est un ancien village de la préfecture de Yamanashi, ayant existé jusqu'au 1er novembre 2004, date de sa fusion avec les bourgs de Hakushū, Nagasaka, Takane et Sutama et les villages de Mukawa et d'Ōizumi pour former la ville de Hokuto. Il faisait partie du district de Kitakoma.

## Géographie

### Topographie et hydrographie
Située à l'ouest de la préfecture et à l'est du district de Kitakoma, Akeno est au pied des monts Kane, au nord-est, et Kaya, à l'est, et est traversé à l'ouest par la rivière Shio (ja) (塩川), un affluent de la Kamanashi (釜無川). La localité est située sur le versant sud-ouest du pied de la montagne, à une altitude moyenne de 400 mètres, et s'étend sur des terres non-développées telles que la plaine d'Asao (浅尾), à une altitude moyenne de 100 mètres. Elle fait une superficie de 28,10 kilomètres carrés.

### Villes limitrophes

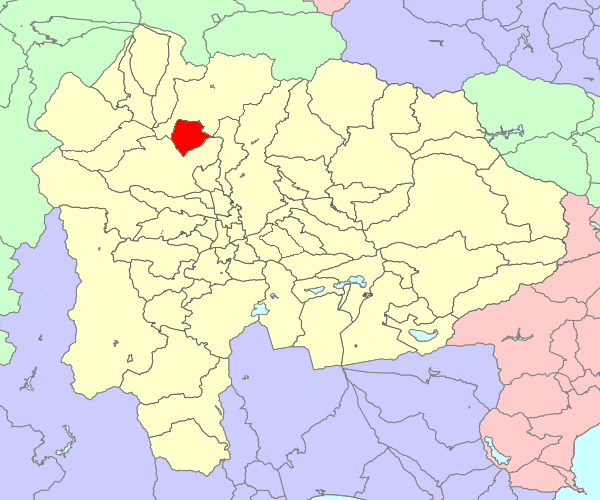
Localisation d'Akeno dans la préfecture de Yamanashi (tracés territoriaux du 1er mars 2003).

Entités territoriales limitrophes à la date de la fusion du 1er novembre 2004. À sa fondation le 1er mars 1955, Akeno est entouré à partir de l'ouest, dans le sens horaire, des villages de Hotari (ja) (穂足村), Tama (ja) (多麻村) et Egusa (ja) (江草村), tous trois du même district de Kitakoma, par un quadripoint, du bourg de Shikishima (敷島町), du district voisin de Nakakoma, et de la ville de Nirasaki (韮崎市). Le 31 mars, Hotari et Tama, auxquels s'ajoutent les villages de Wakamiko (ja) (若神子村) et Tsugane (ja) (津金村) fusionnent pour former le bourg de Sudama (須玉町), auquel s'y ajoute Egusa le 30 septembre 1956, pour finir par être renommé « Sutama » en 1990. Le 1er septembre 2004, Shikishima fusionne avec deux autres bourgs pour former la ville de Kai (甲斐市).

## Histoire

### Préhistoire et Antiquité
Au pied des monts Yatsugatake, dans lesquels le village est situé, plusieurs sites archéologiques datant du paléolithique à la période Jōmon sont répartis, mais au pied des monts monts Kaya (ja) (茅ヶ岳), les plus proches du village d'Akeno, très peu de sites archéologiques existent. Néanmoins, de la poterie du milieu et de la fin de la période Jōmon ont été mises au jour, notamment au site archéologique de Kandori (ja) (神取遺跡). Il y a peu de sites des périodes Yayoi et Kofun et aucun grands tumuli, mais quelques petits tumuli de forme circulaire de la fin de la période Kofun ont été trouvés.
Sous l'ancien système Ritsuryō, Akeno faisait partie des villages de Hemi (逸見郷) et d'Amako (余戸郷), dans le nord du comté de Koma (ja) (巨麻郡). Au pied sud du mont Kaya, des pâturages impériaux (ja) (御牧) sont établis pour payer un tribut à la cour pendant la période Heian (794-1185), et les vestiges de villages développés autour de la gestion pastorale à cette époque ont également été trouvés dans cette région. La zone de l'actuelle Akeno était probablement située dans le fief d'Ogasawara (小笠原牧) établi au Xe siècle, et les sites de Shimoōuchi (下大内遺跡) et de Miyamada (深山田遺跡) en témoignent de sa présence. Dans la partie nord du village, s'y trouvait un sanctuaire appelé Uwato-jinja (ja) (宇波刀神社), enregistré en tant que « sanctuaire classé (ja) » (式内社) dans l'Engishiki (延喜式), recueil datant de 927, et attesté comme existant depuis au moins 864 par une inscription sur son torii de pierre.

### Moyen Âge et Temps modernes
À la fin de la période Heian, le clan Gen de Kai (ja) (甲斐源氏, Kai Gen-ji) s'est installé dans la région, particulièrement un de ses clans suffragants, le clan Ogasawara. Il est probable que le fief impérial de Hosaka (穂坂牧), au pied du mont Kaya, aurait été transformé en fief privé par Ogasawara Nagakiyo (小笠原 長清, 1162-1242), et les vestiges du domaine de Nagakiyo, notamment son « bakenjō » (馬検場, lit. « centre d'inspection des chevaux »), peuvent être vus dans le quartier d'Atsushiba (厚芝) à Akeno. Il est aussi probable que le siège du clan Ogasawara était plutôt situé au domaine d'Ogasawara-plaine (原小笠原荘) à Ogasawara (ja) (小笠原町), dans le district de Nakakoma (plus tard Kushigata, maintenant Minami-Alps). Le clan Ogasawara est devenu un vassal important au shogunat de Kamakura.
Le fief d'Ogasawara (小笠原牧), dans l'ancien village homonyme à Akeno (à ne pas confondre avec Ogasawara de Minami-Alps), a payé tribut à la cour impériale pendant la période Heian (794-1185) et est plus tard devenu propriété du Reizei-in (ja) (冷泉院), et après 1253, de la famille Konoe. Selon la chronique de l'Azuma kagami (吾妻鏡), durant l'an 1211, un conflit oppose le chef du fief d'Ogasawara au magistrat Miura Yoshimura (ja) (三浦 義村, 1168-1239), ce qui entraîne la destitution de ce dernier en tant que magistrat. Durant l'époque Nanboku-chō, est apparue la seigneurie d'Ogasawara-montagne (山小笠原荘), dans ce qui correspond aujourd'hui à Hosaka (ja) (穂坂) dans la ville de Nirasaki, qui succède au fief d'Ogasawara.
Durant l'époque Sengoku, l'actuel Akeno fait alors partie des villages de Sannokura (三蔵郷) et de Kandori (神取郷). Après la chute du clan Takeda en mars 1582, Sannokura est repris par Hinata Tora'aki (ja) (日向 虎頭), un vassal des Takeda. On trouve plusieurs Itabi (ja) (板碑), type de stèles de pierre, dans la région autour d'Akeno, dont une retirée des ruines du Fumon-ji (普門寺) et datant de 1525.
À l'époque moderne, des écluses tels ceux d'Asao (浅尾堰), de Hosaka (穂坂堰) et de Tatenashi (楯無堰), sont créées, et la création de l'écluse d'Asao a notamment permis de développer de nouvelles rizières et les nouvelles terres d'Asao. L'aménagement des barrages de Hosaka et de Tatenashi a également conduit au développement des régions au pied du mont Kaya.

### Histoire récente
À partir du XIXe siècle, les activités agricoles principales à Akeno étaient la culture de céréales et de légumes tels le riz, le blé, le soja, les haricots rouges et le sarrasin, ainsi que la sériciculture, en raison de la grande quantité de terres cultivables. La sériciculture est devenue plus importantes dans les dernières années. Une petite quantité de papier japonais y était également produite. À l'époque moderne, les contreforts du mont Kaya sont en culture et, de 1908 jusqu'à l'après-guerre, trois nouveaux hameaux, ceux de Shinkai (新開), Tōkō (東光) et Shinnō (神農), font leur apparition.
Après la guerre, en tant que banlieue urbaine, Akeno se tourne vers la culture fruitière et maraîchère, en plus de l'élevage laitier, et le tourisme s'est développé grâce à de nouveaux sentiers de randonnée vers les monts Kaya et Kane (ja). Le 1er mars 1955, les villages d'Uede (ja) (上手村), Asagami (ja) (朝神村) et d'Ogasawara (ja) (小笠原村) sont fusionnés pour former le village d'Akeno. En 1977, l'Observatoire d'Akeno de l'Institut de recherche des rayons cosmiques (en) de l'Université de Tokyo est construit au hameau de Tōkō. Le 1er novembre 2004, après des ententes, une fusion volontaire est effectuée entre Akeno et les bourgs de Hakushū (白州町), Nagasaka (長坂町), Takane (高根町) et Sutama (須玉町) et les villages de Mukawa (武川村) et d'Ōizumi (大泉村), entraînant la création de la ville de Hokuto (北杜市), dont le nom signifie « Nord de Yamanashi », en utilisant le caractère pour nord « 北 » et le caractère « 杜 » qui se lit « Yamanashi » et fait référence à la poire japonaise,.

## Démographie
En 2003, 4 750 habitants avaient été recensés à Akeno.

## Éducation
On y trouve le lycée municipal Akeno (明野村立明野中学校) et l'école primaire Akeno (明野村立明野小学校).

## Transports
L'autoroute Chūō passe dans la municipalité, et on y trouve notamment la gare routière d'Akeno (ja) (明野バスストップ). L'échangeur de Sutama (ja) (須玉インターチェンジ) y est aussi situé. La route préfectorale 23 (ja) et la route agricole du mont Kaya (茅ヶ岳広域農道) y passent aussi.

## Culture et patrimoine
- Une stèle portant l'inscription « 都まで　なつけてひくは　小笠原　辺見や御牧の　駒にやあらん » écrite par le poète Ki no Tsurayuki (紀 貫之)
- Akeno Sunflower Festival (明野サンフラワーフェス)
- Festival du daikon d'Asao (浅尾ダイコン祭り)
- L'Akeno Giant Air Shower Array

## Jumelages
- Asaba (ja) (浅羽町), bourg du district d'Iwata (ja), préfecture de Shizuoka. L'alliance a été signée en mars 1987, et Asaba fait aujourd'hui partie de la ville de Fukuroi (袋井市).

## Personnes notables
- Ryūtarō Sōda (ja) (相田 隆太郎, Sōda Ryūtarō?, 1899-1987), universitaire et critique ;
- Nagamine Hideki (ja) (永峯 秀樹, Nagamine Hideki?, 1848-1927), traducteur.